# Leonie Saint
Leonie Saint (aussi connue sous le nom de Leonie Luder, de son vrai nom Simone P., née Wassenberg, née le 23 avril 1986 à Herne) est une actrice pornographique allemande, active de 2005 à 2008.

## Biographie
Elle est entrée par hasard dans l'industrie pour adultes en devenant amie avec un producteur de films pornos. En 2005, la société de production Videorama (de) la repère et la fait signer pour deux films. En septembre, elle se met en contrat avec la société et obtient sa propre série de films.
Lors des Eroticline Awards, elle remporte le prix du meilleur espoir féminin allemand en 2006 et le prix de la meilleure actrice allemande en 2007.
Le 27 juillet 2007, elle présente l'émission La Notte sur 9Live pendant six mois. Elle joue dans le clip Lover’s Lane du groupe horror punk The Other.
Après trois ans d'activité dans la pornographie, elle décide de s'en éloigner en janvier 2008.
Elle a ensuite un petit rôle dans le film de Mario Barth, Männersache, une brève apparition dans un clip de The Bloodhound Gang. Elle présente Sportquiz sur Sport1 et s'implique dans d'autres projets en tant que présentatrice, actrice et modèle.
En 2009, elle a une fille, avec qui elle vit à Bochum. Le 30 mars 2012,, elle se marie avec le père de sa fille, le mécanicien Marc P,.

## Récompenses
- Eroticline Awards 2006 – Beste Newcomerin Deutschland
- Eroticline Awards 2007 – Beste Darstellerin Deutschland

## Filmographie
- DBM – Freetour Amateure 37
- Inflagranti – Inflagranti Highlights – Best of Sex im Freien
- Tabu – Loulou’s steile Bumskarriere Schweizer Art
- Videorama – Harry S. Morgan – Private Camera 1
- Videorama – Harry On Tour 3

2005:
- Secret Suite Productions – No Cut 55
- Inflagranti – Jana Bach: Von Null auf 100!
- Inflagranti – Die Straßenficker – Sommer–Sause!
- Inflagranti – Die Straßenficker – Gut Drauf, tief drin!
- Magma – Verbotene Triebe
- Videorama – Teeny Bootcamp
- Videorama – Fuck–Club – Die Schwanzmelkerinnen
- Videorama – Fickfleisch – Saftige Fotzen am Spieß
- Videorama – Maximum Perversum – Tropfnass
- Videorama – Harry S. Morgan – Damen–Klo

2006:
- Videorama – Extrem – Bizarr Party
- Videorama – Vivian Schmitt – Der Hacker
- Videorama – Schulmädchen – Junge Gören ficken gern
- Videorama – Misses XXX
- Videorama – Leonie – Bett–Geflüster
- Videorama – Leonie – Lippen–Bekenntnisse eines Teenagers
- Videorama – Leonie – Mein Jungfernflug
- Videorama – Leonie – Jetzt komm' ich
- Videorama – Teeny Exzesse – Pinsel & Palette

2007:
- Videorama – Leonie – Sperma auf der Zunge
- Videorama – Leonie – Das Beste von Leonie
- Videorama – Leonie – Die Kolben–Fresserinnen
- Videorama – Leonie – Extrascharf
- Videorama – Leonie – Kaliber 39
- Videorama – Leonie – Das Beste von Leonie 2
- Videorama – Leonie – Das Biest

2008:
- Videorama – Leonie – Faust & Sekt
- Videorama – Leonie – Das Beste von Leonie 3
- Videorama – Leonie – Late–Night–Leonie
- Videorama – Leonie – Das Beste von Leonie 4

2009
- Videorama – Leonie – Good Bye, Leonie
- Videorama – Leonie – Das Beste von Leonie 5
- Videorama – Leonie – Das Beste von Leonie 6

## Source, notes et références
1. ↑  derwesten.de: Und Schnitt
2. ↑  BZ-Berlin - Auch ein Sündenmädchen findet mal die Liebe
3. ↑  BZ-Berlin - Ein gehauchtes Ja steht dir besser als ein gestöhntes Ahh...
4. ↑  Team dpRacing
5. ↑  Leonie Saint Pressearchiv

- (de) Cet article est partiellement ou en totalité issu de l’article de Wikipédia en allemand intitulé « Leonie Saint » (voir la liste des auteurs).